# Diacyclops iranicus
Diacyclops iranicus – gatunek widłonoga z rodziny Cyclopidae, nazwa naukowa gatunku została po raz pierwszy opublikowana w 1982 roku przez zespół zoologów w składzie: Giuseppe Lucio Pesce i Domenico Maggi.